# قاعدة التكوين
في المنطق الرياضي، قواعد التكوين هي قواعد لوصف مجموعة من الرموز الصحيحة نحويا والتي تشكلت من ابجدية اللغة الرسمية. تتناول هذه القواعد موقع واستخدام هذه المجموعات الرمزية فقط، أي أنها لا تصف أي شيء آخر عن اللغة، مثل دلالاتها (أي ماذا تعني هذه الرموز). (انظر أيضًا قواعد اللغة الرسمية).

## لغة رسمية
اللغة الرسمية هي مجموعة منظمة من الرموز، السمة الرئيسية لها هي انها يمكن تعريفها بدقة من مجرد أشكال ومواقع تلك الرموز، لذلك يمكن تعريف لغة كتلك دون أي إشارة إلى معاني تعبيراتها. يمكن أن تكون هذه اللغة موجودًة قبل وضع أي تفسير لها - أي قبل أن يكون لها أي معنى. تقوم القواعد الرسمية للغة بتحديد أي الرموز ومجموعات الرموز هي التي تصلح لتكون صيغ تكوينية وذلك بلغة رسمية.

## النظم الرسمية
يتكون النظام الرسمي (يسمى أيضًا حساب منطقي ، أو نظام منطقي) من لغة رسمية مع جهاز استنتاجي (يسمى أيضًا نظام استنتاجي). قد يتكون الجهاز الاستنتاجي من مجموعة من قواعد التحويل (تسمى أيضًا قواعد الاستدلال) أو مجموعة من البديهيات، أو كليهما. يُستخدم النظام الرسمي لاستخراج تعبير واحد من تعبير واحد آخر أو أكثر. وتعتبر الحسابات المقترحة والمسندات المنطقية (Propositional and predicate logic) أمثلة على النظم الرسمية.

## منطق الاقتراح والمسند
ربما تأخذ قواعد تشكيل التفاضل والتكامل، على سبيل المثال، شكلًا مثل:
- إذا استطعنا أخذ Φ لتكون معادلة يمكننا أيضا أخذ قالب:NotΦ لتكون معادلة مقترحة.
- إذا خذنا Φ و Ψ كـمعادلات مقترحة يمكننا أيضا أخذ (Φ قالب:And Ψ), (Φ قالب:Imp Ψ), (Φ قالب:Or- Ψ) و (Φ قالب:Eqv Ψ) لتكون أيضا معادلات

عادة ما يتضمن حساب التفاضل والتكامل الأصلي جميع القواعد نفسها مثل حساب التفاضل والتكامل، مع إضافة محددات كمية بحيث إذا أخذنا Φ صيغة صيغة منطقية افتراضية و α كمتغير ،
يمكننا أخذ (قالب:Allα)Φ and (قالب:Existα)Φ ليكون كل منهما صيغة من صيغ حساب التفاضل والتكامل الأصلية الخاصة بنا.